# 胴体着陸

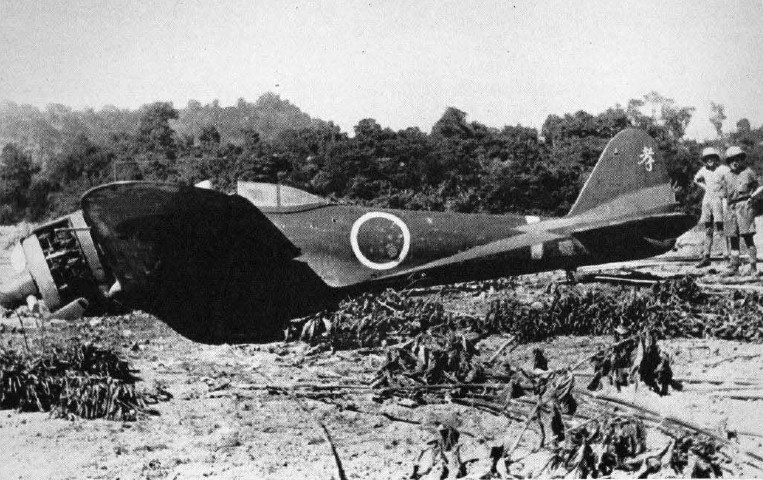
胴体着陸した大日本帝国陸軍飛行第50戦隊の一式戦「隼」一型（キ43-I）。接地の衝撃で機首のプロペラは後方に折れ曲がり、エンジン部分は脱落している

胴体着陸（どうたいちゃくりく）は、航空機の緊急着陸方法の一つである。

## 概要
本来の降着装置（車輪、スキーなど）を用いず機体そのもので着地を行うものをいう。複数ある降着装置のうち、一部が使用できない結果、胴体が地面に接地して着陸した場合も胴体着陸に含まれる。主に故障などで降着装置が出ないときなどの非常時に行われる。設計段階で想定内の事態であり、機種ごとの詳細な着陸手順はPilot's Operating Handbook(POH)のEMERGENCY PROCEDURESの項に記載されている。格納式の降着装置では1つだけ出せなくなった場合、残りの2つで着陸を行うのが基本であるが、パイロットの判断で全て格納し胴体着陸する事もある。
滑走路に胴体着陸する場合は時間に余裕があれば、火災の発生を防ぐため消火剤などを散布する。
他の原因により空港以外の場所（地上・水面）に着陸せざるを得なかった場合、着陸装置の抵抗による衝撃を減らすために胴体着陸を敢行する場合がある。逆に通常の着陸手順に従い空港に着陸する場合は、現代の航空機では着陸にすべての着陸装置が使えない（すべての脚が出ない）ということは稀であり、機が揚力を失いバランスを崩した後にいかに安全に停止させるかが問題になる（接地後も高速走行中は揚力のため正常に滑走することが多い。#事故としての胴体着陸の事例参照）。この場合は火災の発生を抑えるため、燃料を使い切る、あるいは投棄して行うことが多い。ボーイング747のような大型旅客機は燃料を多く積載した場合、最大着陸重量を超過することがあるため、燃料を投棄する装置がついているが、小型機にはついていないものもあり、この場合着陸地上空を旋回するなどして燃料を消費した上で胴体着陸を行う必要がある。
故障ではなく格納した降着装置を出し忘れるというヒューマンエラーにより胴体着陸となった事例も多数ある。
プロペラ機ではプロペラが地面に接触することもあるが、接触した場合はエンジンの分解整備が航空法で義務づけられている。

## 水面への胴体着陸

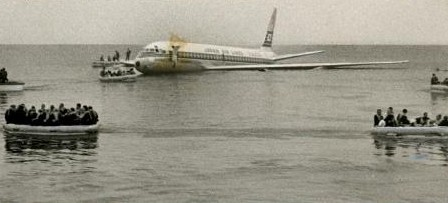
不時着水後の日本航空002便。

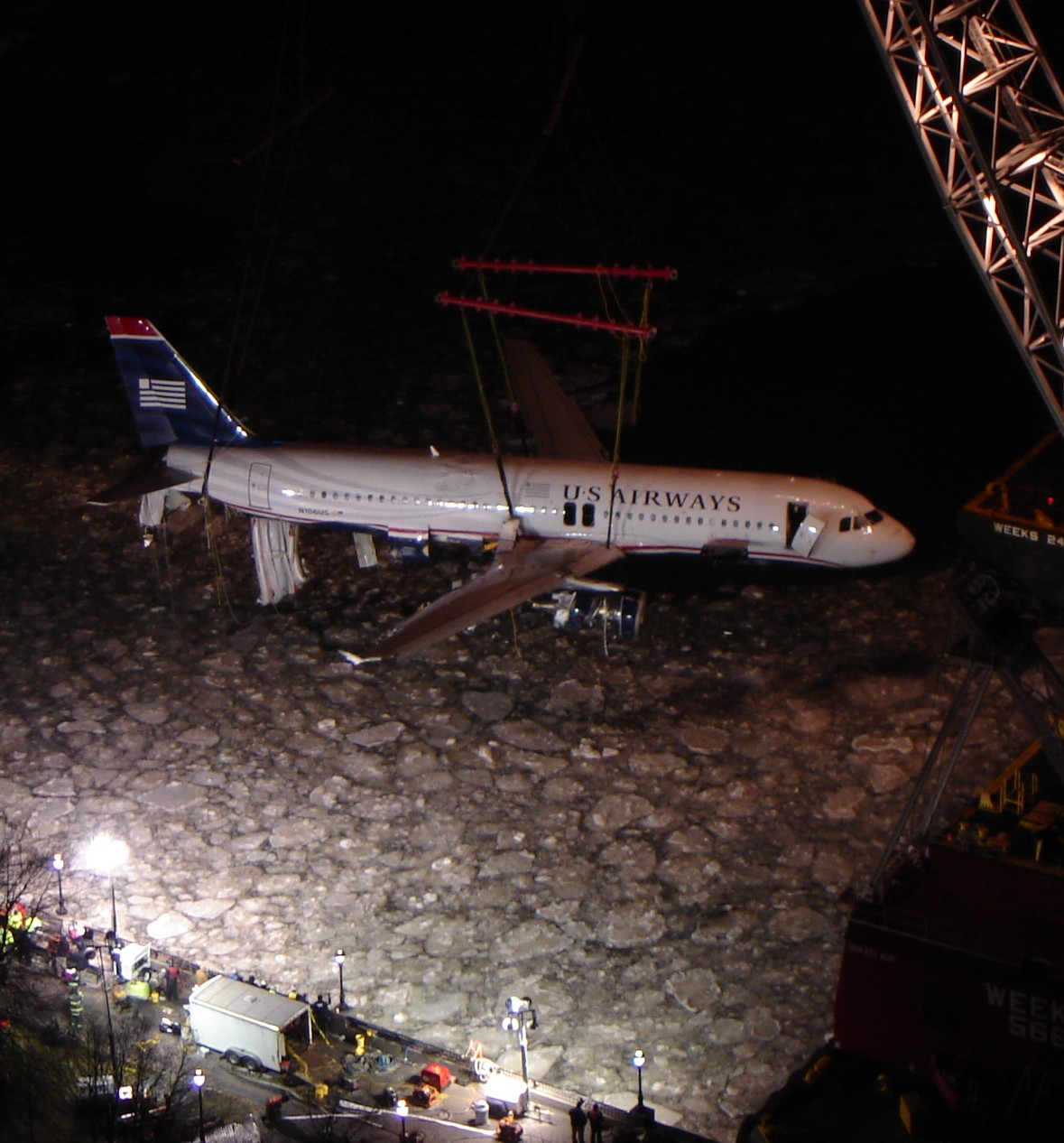
ハドソン川から引き上げられた1549便。ほとんど損傷を受けてないことが分かる。

水面への胴体着陸（着水）への事例も知られており、安定して着水できた事例もあれば機体が崩壊した事例もある。前者の事例としては日本航空サンフランシスコ湾着水事故、USエアウェイズ1549便不時着水事故（ハドソン川の奇跡）などがあり、後者の事例としてはエチオピア航空961便ハイジャック墜落事件、チュニインター1153便不時着水事故がある。
湖面や海面のような広い水面に対して着水する場合は減速時の距離の制限がないために、そのまま低空で減速し、揚力が失われた段階で流体の海上に自由落下することになる。水面は垂直に高速で激突した場合はコンクリート並みの硬さになるが、不時着水時に機体にかかる力は鉛直方向のみを考慮する必要があり、海上数メートルからの海面への落下と同じ衝撃である。条件がよければ機体の弾性だけで衝撃を吸収可能である。これは飛行艇の着水時の機体にかかる衝撃と同じである。
一方、飛行艇とは異なり通常の旅客機では造波抵抗を逃がす構造になっていないので、着水したあとに急激に減速したり、機体が前のめりになる可能性はある。一見平坦に見える海面でも、高さ数十cmから2mほどのうねりが数mから数十mで存在するため、波と平行な向きに不時着水するとこの危険性は少ない。衝撃は陸地ほど機体・乗客に重大な損傷を与えるものではないであろう。時速数百マイルの直線方向と重力が加わった力ベクトルにおいて少なくとも固体にそのまま突撃する衝撃とは桁違いに小さいことは留意する必要がある。
地上に胴体着陸した場合と異なり、着水した場合は水没という要素が加わる。すなわち、着水したとしても激しい衝撃により搭乗者が負傷または失神し、さらに短時間で機体が沈没すれば、多数が溺死する可能性もある。一方、日本航空サンフランシスコ湾着水事故やUSエアウェイズ1549便不時着水事故が実例となったように、意識のある生存者は自力で脱出出来、機体の破損状況次第では水没まで数十分間から1時間程度の余裕があり、救助は十分可能である。着水後に機体構造が保全されていれば、機体が沈没するまでにはある程度の時間がかかると考えられる。仮に燃料投棄が終わっていれば機体にはかなりの浮力が付加されるはずである。USエアウェイズ1549便不時着水事故では、浸水を防ぐための与圧用リリーフバルブを強制的に閉じるスイッチは押されなかったが、機体沈没は不時着水後1時間ほどであり、負傷者は出たものの、乗客・乗員あわせて155名全員が生存した。
哨戒機では海面への不時着水を想定し、あらかじめ進入角度などをマニュアルに示している。P-1では設計段階から縮小模型をプールに着水させる試験を繰り返してデータを収集した。

## 事故としての胴体着陸の事例

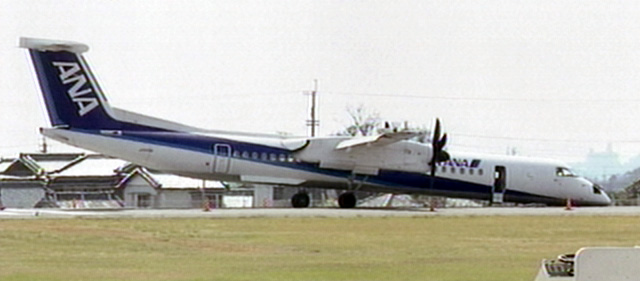
着陸後の全日空1603便

- 1970年2月2日：アメリカ空軍所属のF-106A戦闘機
訓練中にフラットスピンを起こしてパイロットが緊急脱出した後、無人のまま自然に水平飛行に戻り、そのまま農地に胴体着陸して修理後に任務復帰した。

- 1979年7月21日：東亜国内航空381便・日本航空機製造YS-11
東京発南紀白浜行きであった381便が、離陸後に左主脚が故障し、出せなくなった。同機は羽田に引き返し、前脚および右主脚のみで着陸を決行。着陸はスムーズであったが、速度が落ちると機体は脚のない左後方に大きく傾き、胴体を滑走路に激しく擦る半胴体着陸となった。乗員乗客は全員無事。なお、この便には女優の由美かおるが搭乗していたうえに着陸まで時間があったので、羽田空港には着陸の瞬間を伝えるべく多数のマスコミが詰めかけた。

- 1992年3月31日：海上自衛隊所属のP-3C（5032号機）
硫黄島航空基地で胴体着陸し炎上、搭乗員は全員無事だったが、機体は修理不能とされ廃棄された。通常の手順で着陸しようとしたが対地接近警報装置をオフにしていた上に、降着装置を出し忘れるというヒューマンエラーが原因とされる。海上自衛隊所属のP-3としては初の事故損耗となった。

- 1996年12月8日：海上自衛隊所属のT-5（6313号機）
小月航空基地に胴体着陸。教官1名・練習生2名で訓練中に降着装置を下ろす際に右側が途中で止まり復旧しなかったため、通常の手順を外れ全て格納、教官の操縦により胴体着陸を行った[4]。

- 2000年7月4日：マレーヴ・ハンガリー航空262便・ツポレフTu-154B-2
テッサロニキ・マケドニア国際空港への着陸時に着陸装置を出さずに滑走路へ進入。他機からの報告を受け、機長が異常に気づき復航を開始したものの、滑走路に接地し1,600フィートほど滑走した後に上昇。主翼やフラップを損傷したが、着陸を再び行い、成功した。（乗員乗客に死者・負傷者無し）。

- 2007年3月13日：全日空1603便・ボンバルディアDHC8-Q400
高知空港に着陸の際に前脚が出なかったため、主脚のみによって着陸し、最後は機体前部の胴体を接地させる前胴体着陸を行い、無事に成功した（乗員乗客に死者・負傷者無し）。同様の事故は2005年9月21日にジェットブルー航空がエアバスA320でも起こしており、これも広く胴体着陸時の映像が残っている例である。

- 2007年3月17日：UTエアー・ツポレフTu-134型旅客機
サマラの空港に着陸の際に胴体着陸を強行し失敗（ただし他の説もある）。乗客乗員57人中 7人死亡。原因については調査中。

- 2009年10月10日：パイパーPA-28
自家用機が松山空港着陸の際に車輪を出し忘れて胴体着陸。乗員にけがはなし[5]。

- 2011年11月1日：LOTポーランド航空・ボーイング767-300ER
ワルシャワ・ショパン空港への着陸の際、油圧システムの故障により主脚も前脚も出なかったため、完全に胴体のみでの着陸を決行。事前に滑走路に難燃剤が撒かれたこともあり着陸時に胴体とエンジンの下面を擦った際の発火は少なく、客室内への衝撃もほとんど無く、滑走路からの逸脱も起こらないという、完璧な胴体着陸を成功させ、乗員乗客に怪我人は出なかった。

- 2020年5月22日：パキスタン国際航空8303便・エアバスA320-214
ジンナー国際空港への着陸の際、展開されていた着陸装置を機長もしくは副操縦士のどちらかが無言で格納。機長と副操縦士はシステムの警告を無視しそのまま胴体着陸を行った。接地後逆噴射を行ったものの、着陸復行を実施。しかし着陸復航中に損傷を負った両エンジンが停止し、機体は滑走路の東1km地点に墜落した。

- 2024年12月29日：チェジュ航空2216便着陸失敗事故・ボーイング737-800
務安国際空港への着陸の際、何らかの原因で主脚も前脚も出なかったため、完全に胴体のみでの着陸を決行。しかし滑走路を超過・離脱、外壁に衝突し炎上した。

この他、胴体着陸になる危険を避けようとして、かえって事態を悪化させた事例として、1978年12月28日に発生したユナイテッド航空173便燃料切れ墜落事故が存在する。また、似た事例としては着陸装置の内前輪が出たのを示すランプの故障が原因で、それに気を取られるあまり自動操縦を誤って解除させたのに気付かぬまま高度が下がって墜落に至った、1972年12月29日に発生したイースタン航空401便墜落事故がある。

## 水面への胴体着陸の事例

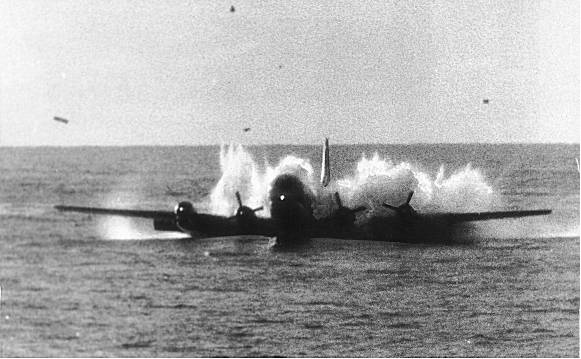
不時着水するパンアメリカン航空006便

- 1956年10月16日：パンアメリカン航空・ボーイング 377 ストラトクルーザー
パンアメリカン航空006便がエンジン故障のため太平洋に不時着水した事故。不時着水までの様子を写真などに収められたため、後にトラブルの対処や救助などが航空業界の手本とされたという。

- 1963年8月21日：アエロフロート・ソ連航空・ツポレフ Tu-124
アエロフロート・ソ連航空国内線（便名不明）が車輪のトラブルを対処中に燃料切れに陥り、ネヴァ川に不時着水した事故。

- 1970年5月2日：ALM アンティリアン航空（英語版）・ダグラス DC-9-33CF
ALM980便が3回の着陸復航の後に燃料切れに陥り、カリブ海に不時着水した事故。

- 1982年2月16日：リーブ・アリューシャン航空・日本航空機製造 YS-11
リーブ・アリューシャン69便がキングサーモン空港直前で、燃料トラブルによりエンジンが2基とも停止。空港手前の氷結した河川に不時着した事故。

- 1996年11月23日：エチオピア航空・ボーイング 767-260ER
エチオピア航空961便がハイジャックされ、オーストラリアへの飛行を要求されたが、燃料が足りずコモロ諸島付近の海上に不時着した事故。

- 2002年1月16日：ガルーダ・インドネシア航空・ボーイング 737-3Q8
ガルーダ・インドネシア航空421便がレーダーの誤った表示のために激しい嵐の中に突入。設計を超える雨や雹の吸入により両エンジンが停止しソロ川に不時着水した事故。

- 2005年8月6日：チュニインター・ATR-72-202
チュニインター1153便が燃料計の取り付けミスとパイロットエラーによりの地中海上空で燃料切れに陥りシチリア島付近の海面に不時着水した事故。

- 2009年1月15日：USエアウェイズ・エアバス A320-214
USエアウェイズ1549便がラガーディア空港を離陸直後にカナダガンの群れに遭遇。両エンジンに鳥が吸い込まれ（バードストライク）、全推力を喪失しハドソン川へ不時着水した事故。ハドソン川の奇跡とも呼ばれる。

この他、川へ不時着水直前に堤防を見つけて草地に不時着した例として1988年5月24日に発生したTACA航空110便の事故がある。 この事故もガルーダ・インドネシア航空421便と同様激しい嵐のために両エンジンが停止。これを受けて、エンジンに改良が加えられたが421便のケースでは改良時の想定をさらに超える激しい嵐だったために事故は防げなかった。